# ГЕС Текапо B
ГЕС Текапо B – гідроелектростанція на Південному острові Нової Зеландії. Знаходячись між ГЕС Текапо A (27 МВт) та ГЕС Охау A, входить до складу каскаду у сточищі річки Waitaki, яка дренує східний схил Південних Альп та тече до впадіння у Тихий океан на східному узбережжі острова за шість десятків кілометрів на південь від Тімару. 
У сточищі лівого витоку Waitaki річки Текапо розташовані два великі природні озера – Текапо на самому витоку та Пукакі на її правій притоці. Між ними організували деривацію ресурсу по трасі, що включає дві ГЕС – Текапо А та В. При цьому рівень води у озері Текапо підняли за допомогою невисокої (12 метрів) греблі та сполучили його з розташованим неподалік на правобережжі річки машинним залом А. Відпрацьована останнім вода потрапляє до каналу довжиною 25,5 км, який перетинає межиріччя у напрямку озера Пукакі. На випадок зупинки станції А ресурс може скидатись з озера до русла Текапо, облаштований у якому водозабір спрямовуватиме його до все того ж каналу. 
На висотах лівого берегу Пукакі канал переходить у два напірні водоводи довжиною по 1,2 км, які досягають машинного залу станції В. Особливістю останнього є його спорудження прямо в озері, за кілька десятків метрів від берега. Доступ до будівлі здійснюється по перекинутому до неї містку, а дві третини її висоти знаходяться під водою.  
Основне обладнання станції складають дві турбіни типу Френсіс потужністю по 80 МВт, які при напорі у 146 метрів забезпечують виробництво 840 млн кВт-год електроенергії на рік.